# Gakuji Ota
Gakuji Ota (太田 岳志 Ota Gakuji?), född 26 december 1990 i Mie prefektur, är en japansk fotbollsspelare.
Ota började sin karriär 2013 i FC Gifu. Han spelade 20 ligamatcher för klubben. 2016 flyttade han till Tokyo Verdy. Efter Tokyo Verdy spelade han för Kataller Toyama och Kyoto Sanga FC.